# Измайлов, Олег Алексеевич
Олег Алексеевич Измайлов (10 января 1954) — советский футболист, нападающий, российский тренер.
Воспитанник футбольной школы Усолье. В 1976—1985 годах выступал во второй лиге за «Ангару» Ангарск. В 1989 году играл за «Литейщик» Братск в КФК. В 1990 году «Ангара» вернулась в соревнования команд мастеров. Измайлов, сыграв один матч во второй низшей лиге, стал главным тренером «Ангары» и работал до 1996 года (первую половину сезона-1992 клуб тренировал Борис Журавлёв).
Работал тренером (1996—1998, 2004) и главным тренером (1998, 2005) иркутской «Звезды». Тренер (1999—2001, 2007, 2012—2014), главный тренер (2002), начальник команды (2008, 2009, 2013/14), администратор (2010—2012) братского «Сибиряка».